# ブラシ

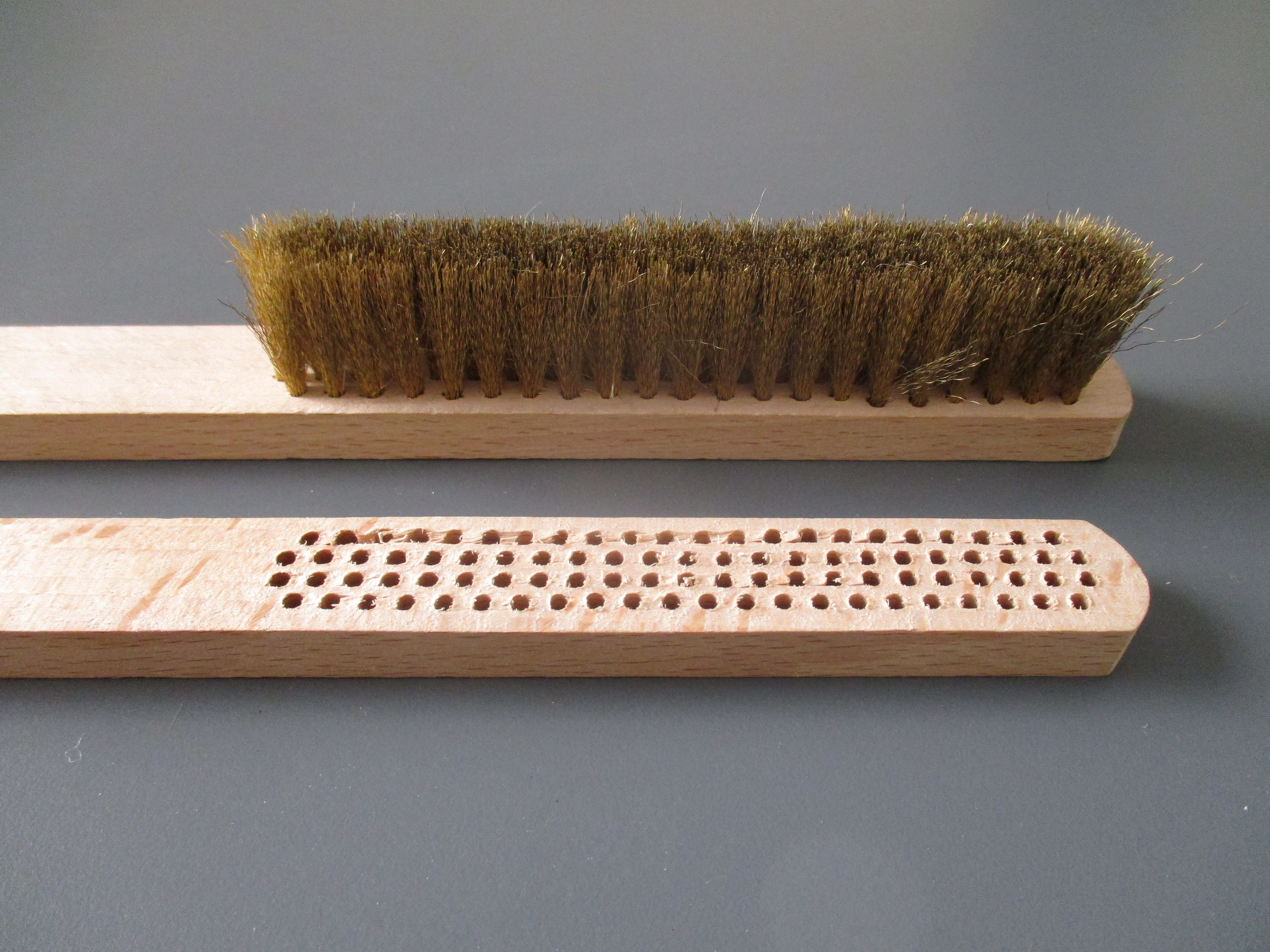
上はブラシ。下は、毛を植え込む前の、土台となる木部。等間隔に穴があけられている。

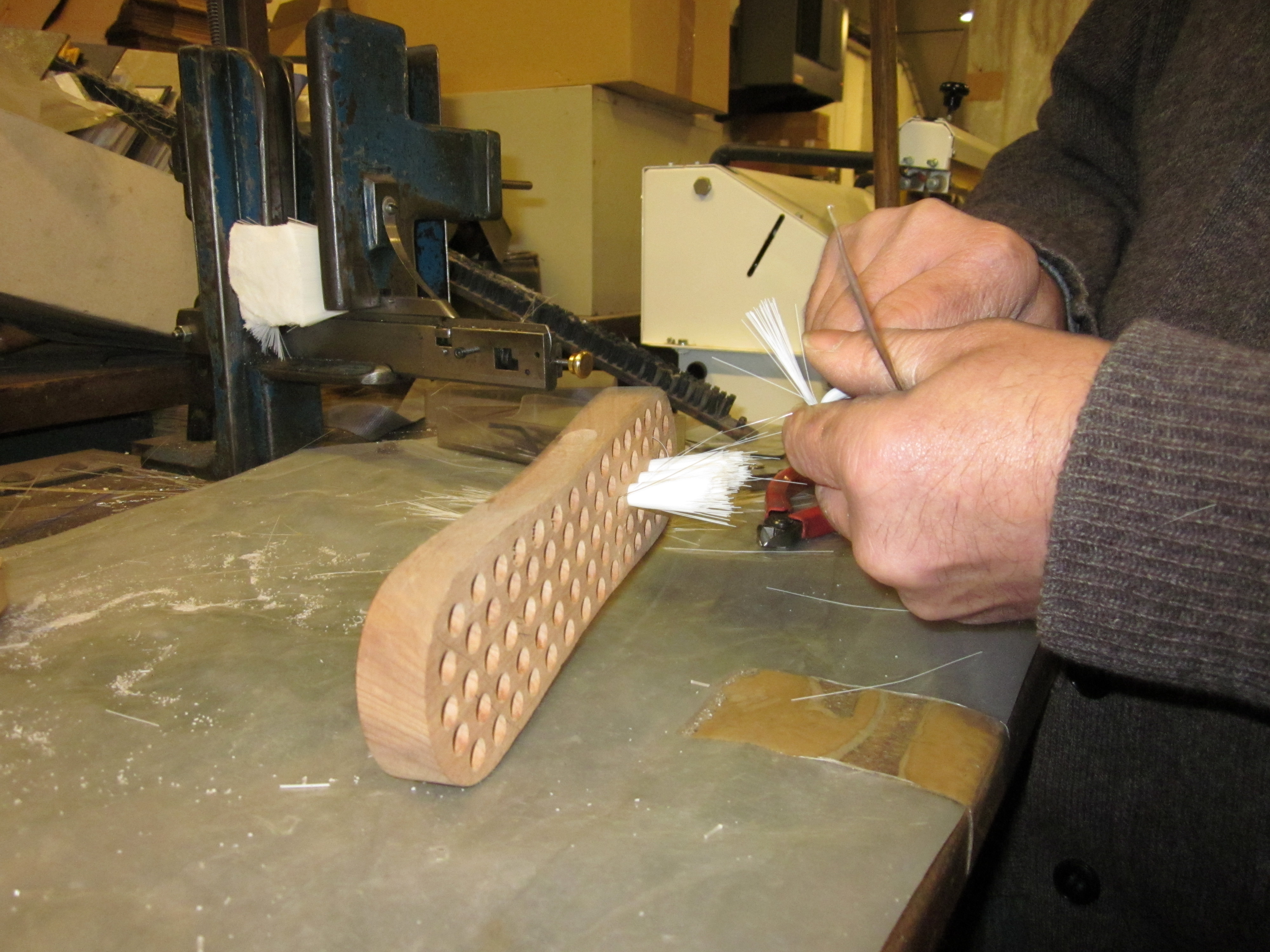
土台となる木部に手作業で毛を植え込んでいるところ。

ブラシあるいはブラッシュ（英: brush）は、木材や合成樹脂や金属などでできた土台部分に、小さな束にした毛を、一定の間隔で植え込んだもの。漢字では「刷子」の字をあてる（ただし、「刷子」は「刷毛」と同様に「はけ」とも読まれる）。
なお、たわしやささらもブラシの一種である（出典『日本大百科事典』）。
毛の部分の材質としては、植物性、動物性、金属性、合成繊維などがある。
- 植物性（パーム、シュロ、カルカヤの根など）
- 動物性（ウマの毛、ブタ毛。ウシ、ヤギ、タヌキの毛など）
- 金属性（鋼線、ステンレス、ピアノ線、真鍮など）
- 合成繊維（ナイロン、塩化ビニル、ポリプロピレンなど）

## 種類や分類
ブラシの種類は多く、およそ3000種以上におよぶ。大分類すると用途により家庭用、身辺化粧用、工業用などに分類される。
- 筆・刷毛。日本では主に絵筆を指す。筆で文字を書く習慣のない文化圏では刷毛と筆の区分は曖昧である。
- 身体を清潔に整え身繕いをするための用具。
  - シェービングブラシ（Shave brush）
  - 舌ブラシ
  - シャンプーブラシ（頭皮ブラシ）
  - 爪ブラシ
  - 歯ブラシ、電動歯ブラシ
  - 歯間ブラシ
  - ヘアブラシ
  - ボディブラシ
  - メイクブラシ（化粧筆）
  - リップブラシ

- 動物の体を清潔にしたり毛並みを整えるための用具。
  - 馬用ブラシ、犬用ブラシ、猫用ブラシ　等々

- 衣類や身につけるものの繊維をととのえる道具
  - 洋服ブラシ
  - 靴ブラシ
  - スエードブラシ

- 清掃や道具の手入れのための用具・部品。
- 印判ブラシ
  - 工業用ブラシ
    - ワイヤーブラシ
真鍮ブラシ、ステンレスブラシなどがある。硬度の違いを利用して使い分ける。たとえば鉄についた錆を落とす場合には真鍮ブラシを使うと錆だけが落ち、鉄部の本体を傷つけずに済む。鉄よりも真鍮の硬度が低いからである。
    - ナイロンブラシ

  - 製図用ブラシ
  - ディッシュブラシ
  - デッキブラシ
  - トイレブラシ
  - 羽ぼうき
  - ささら
- ドラムスティックの一種のドラムブラシ。

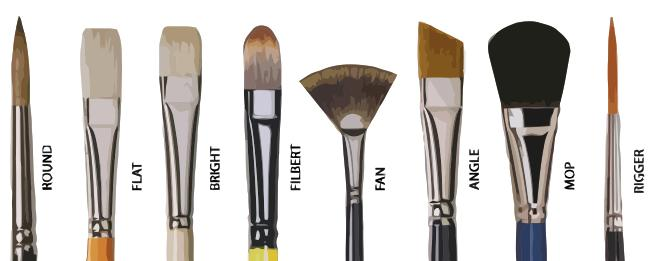
ブラシ（絵筆）
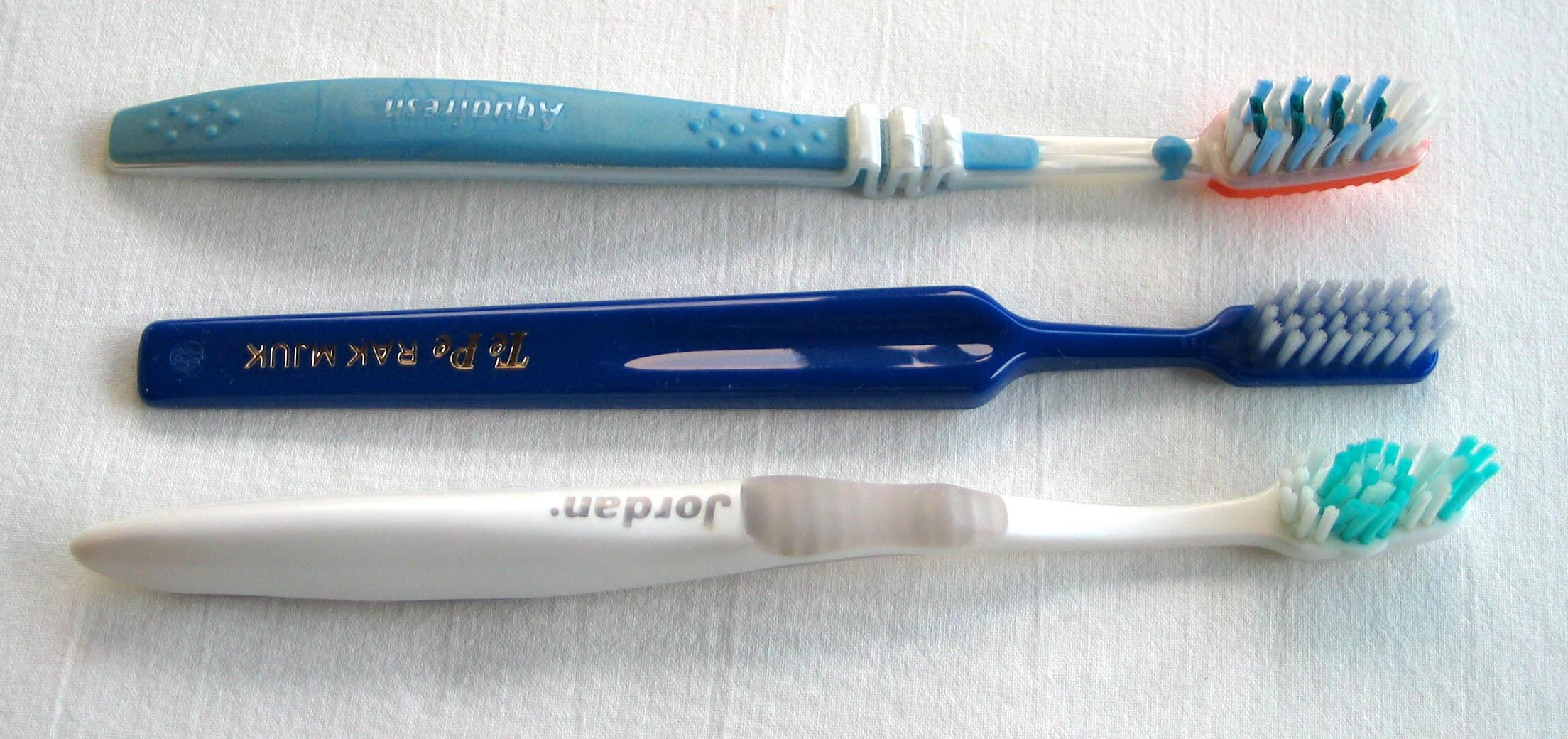
歯ブラシ
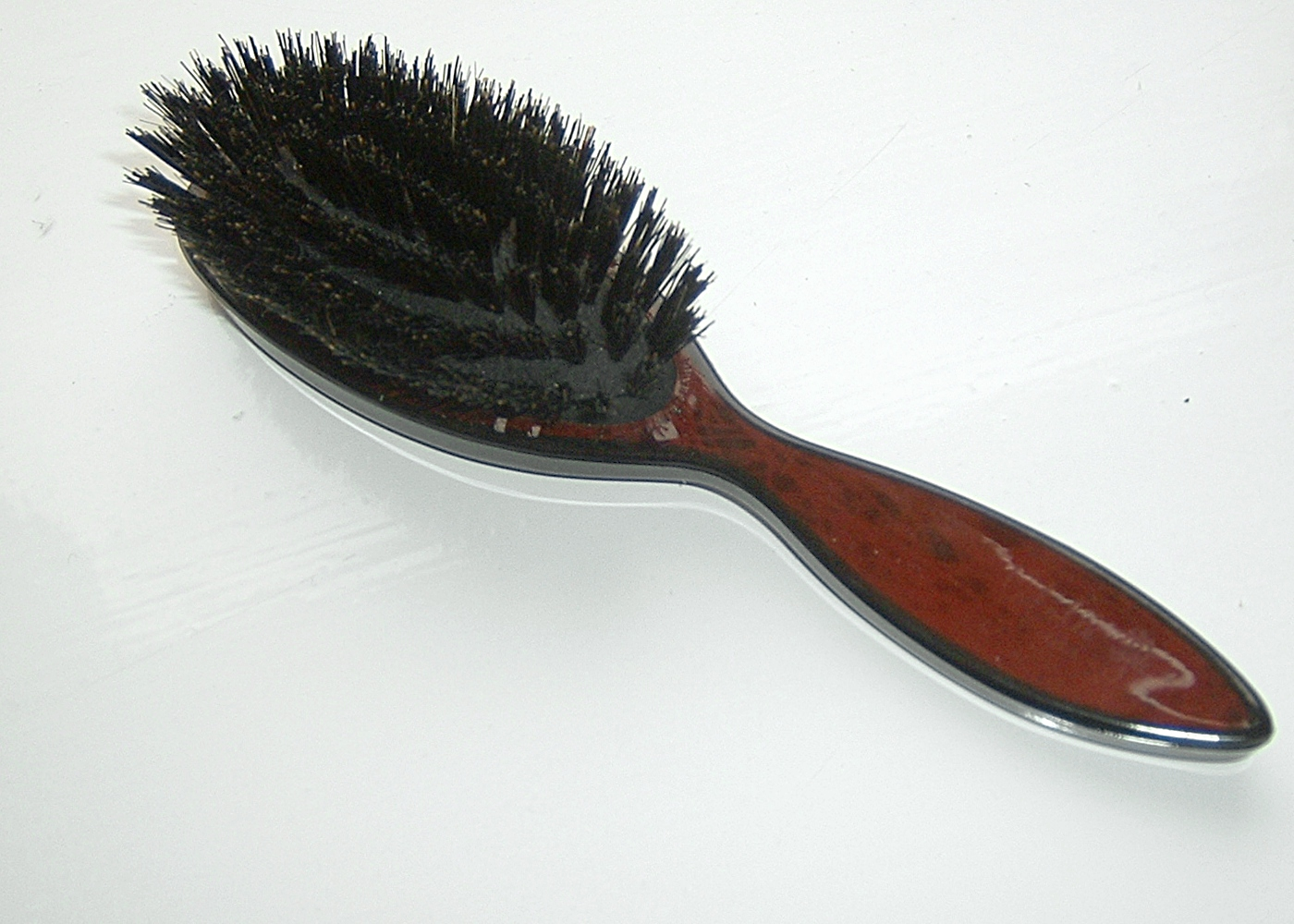
ヘアブラシ
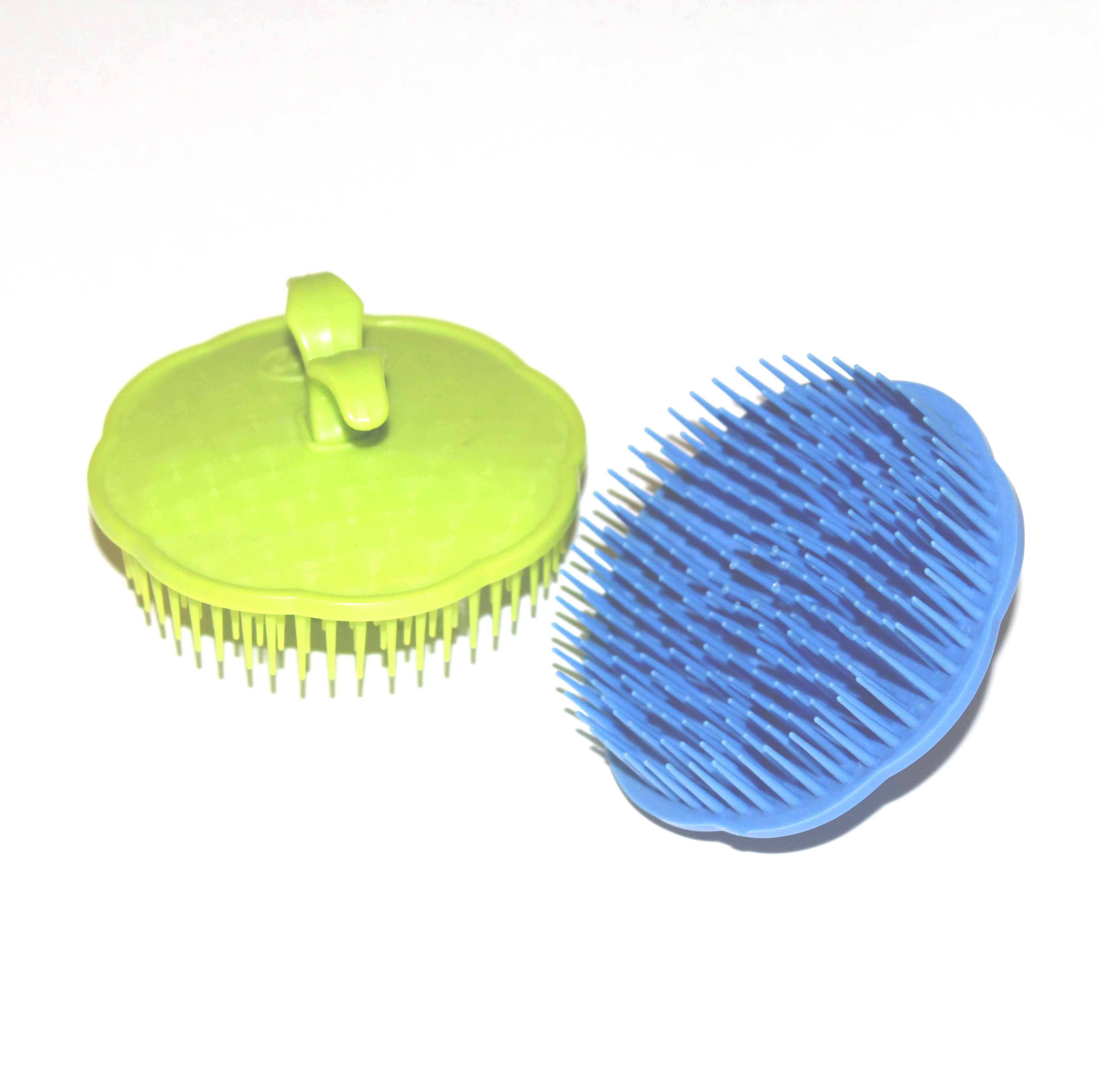
洗髪ブラシ
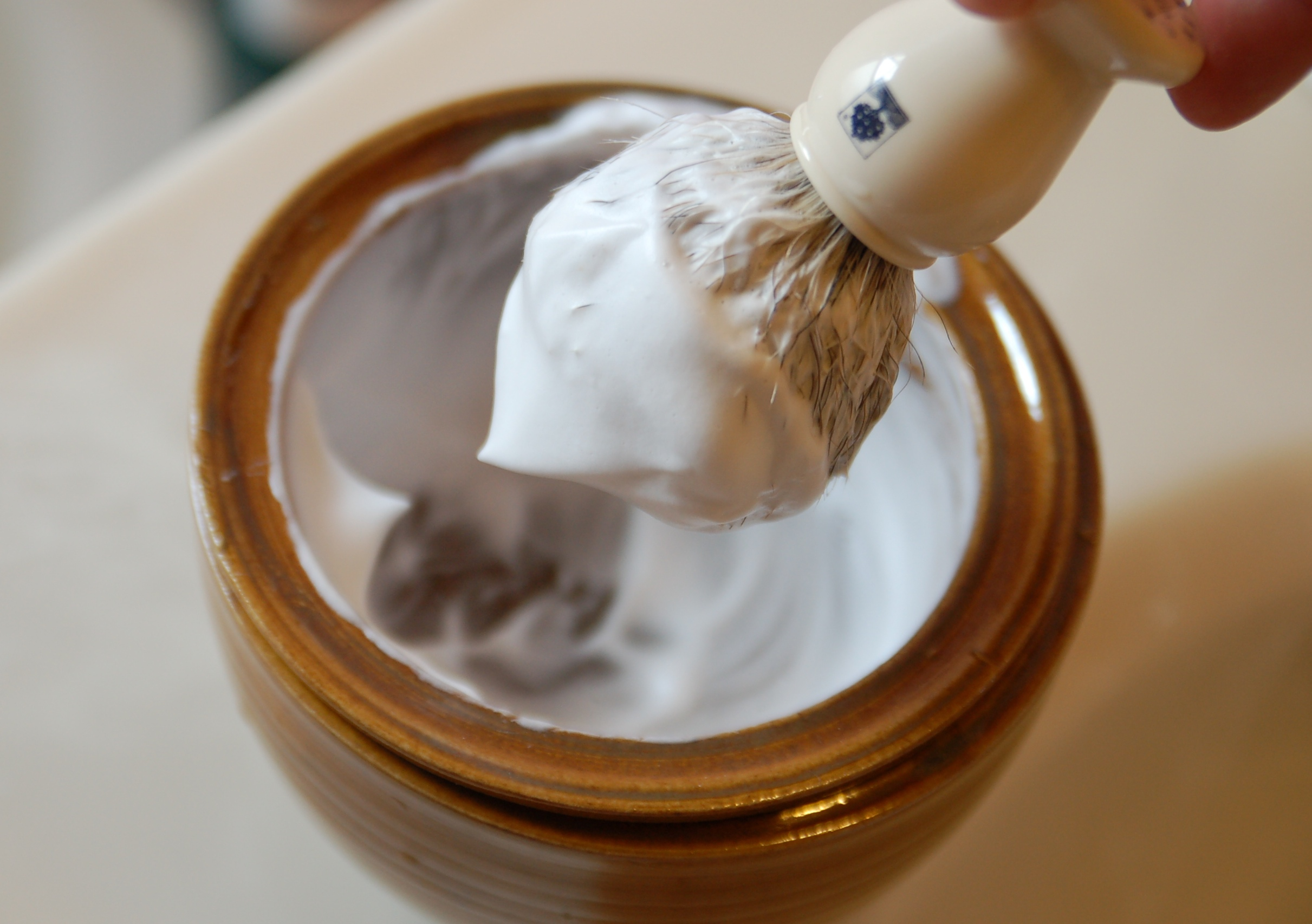
シェービングブラシ。男性が髭そりの時にひげそり用ムースを顔に塗りたくるために使うブラシ。
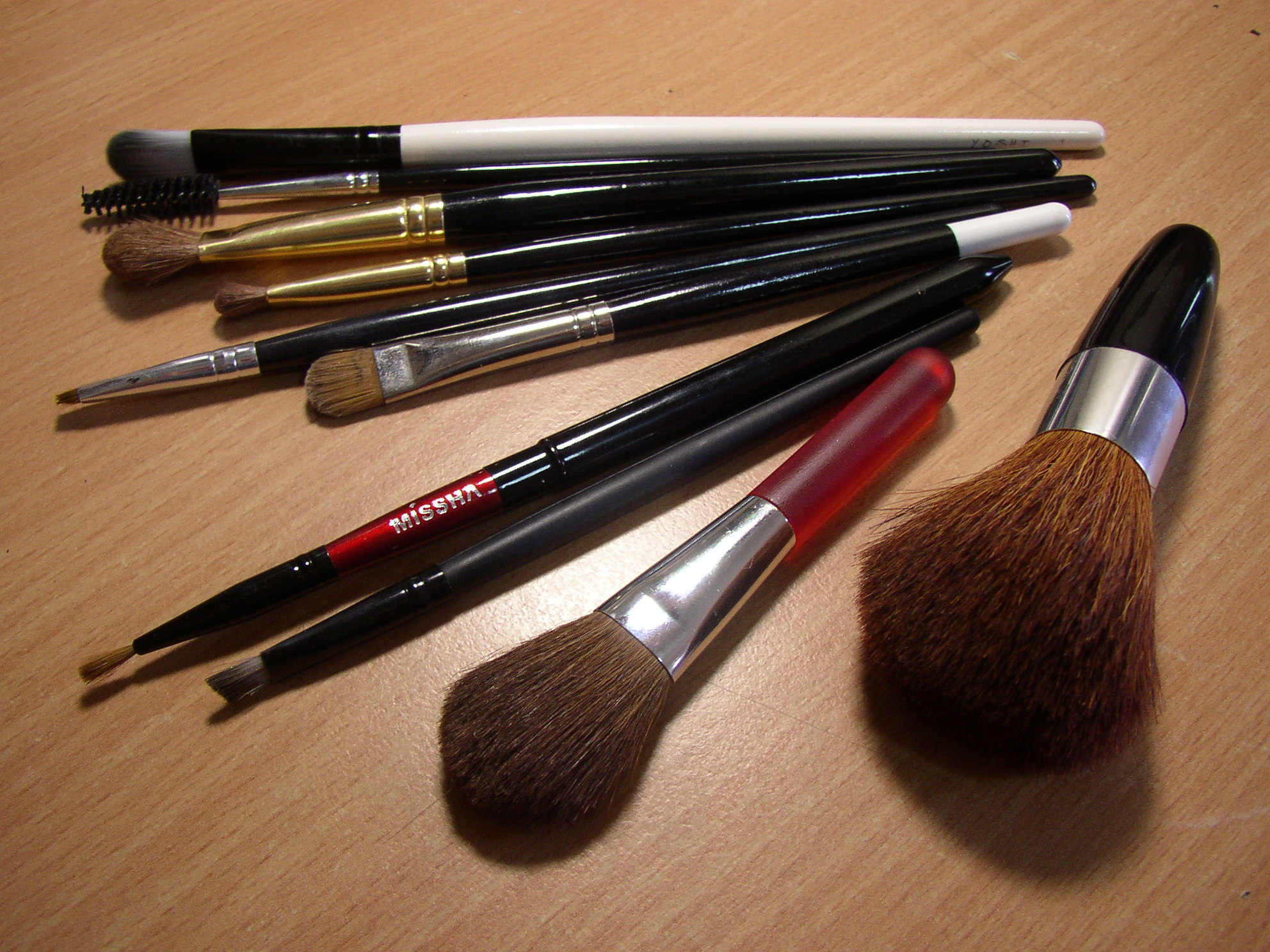
メイクブラシ
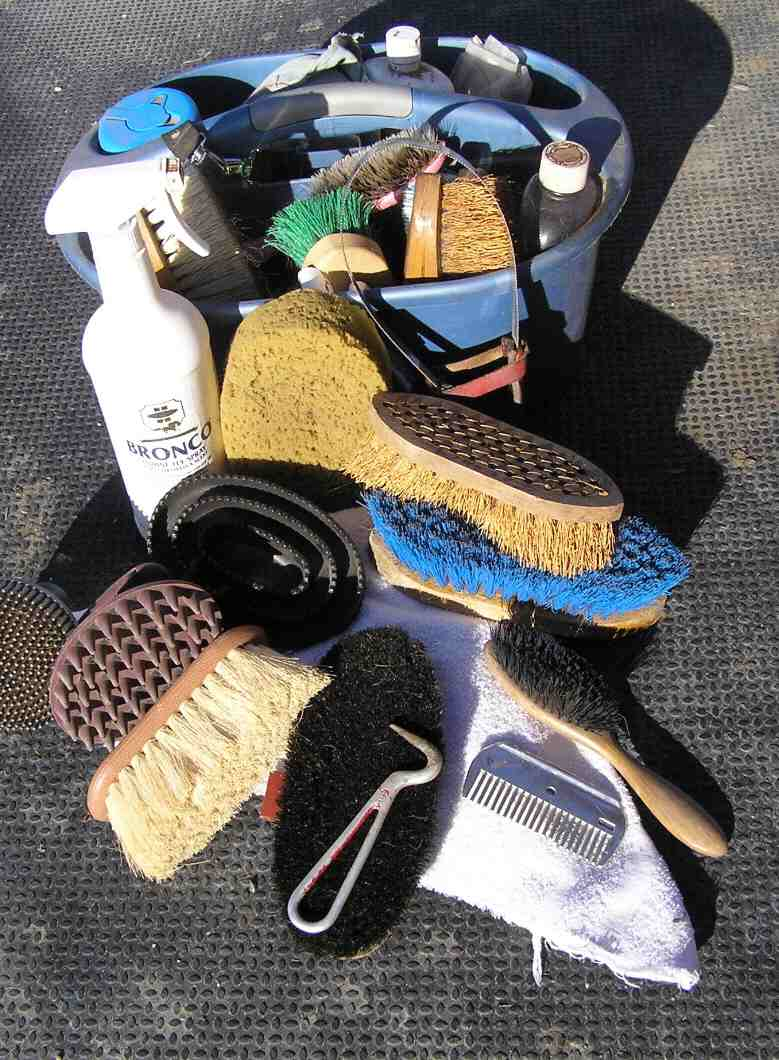
馬用ブラシ
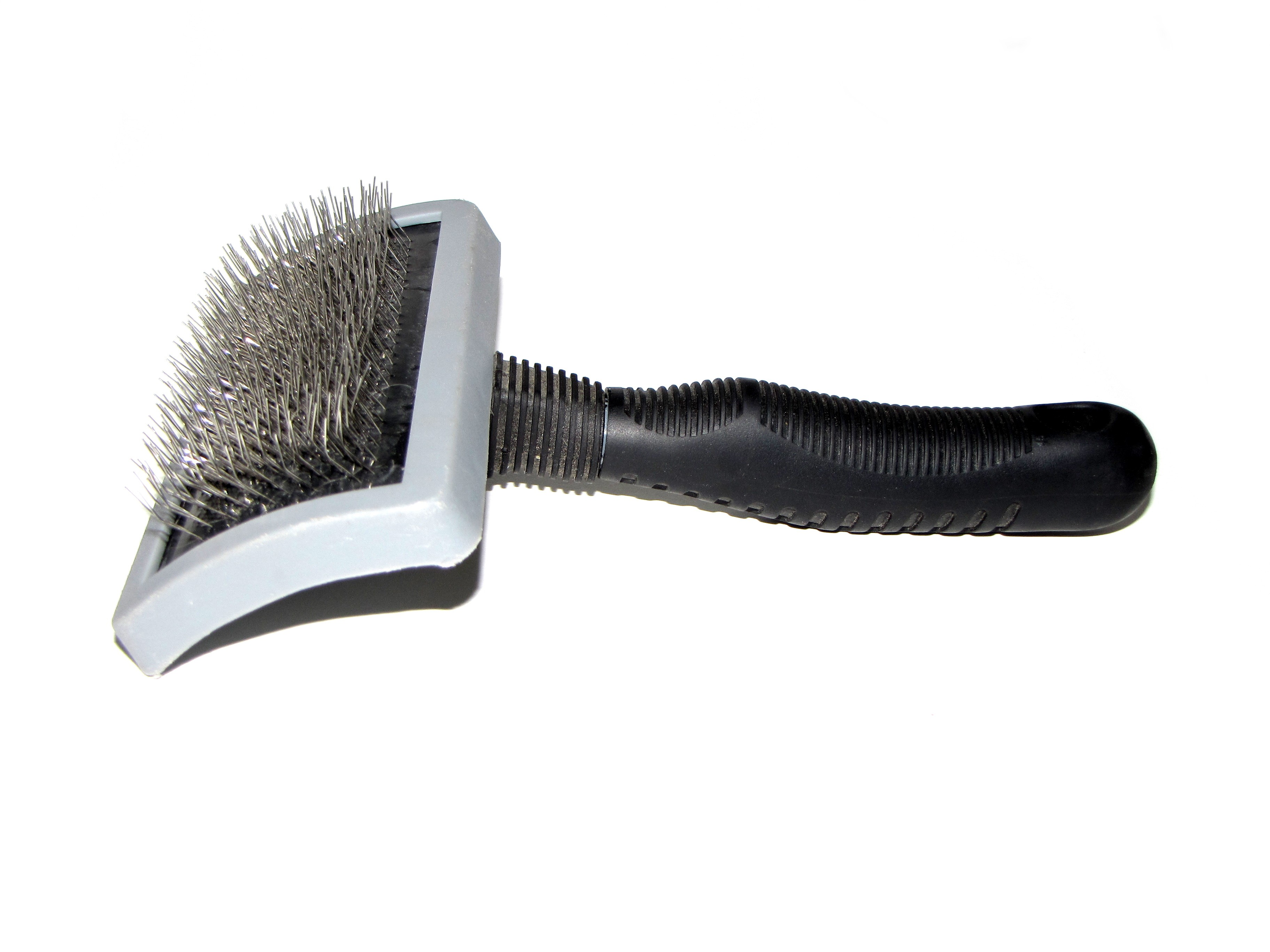
犬用ブラシ
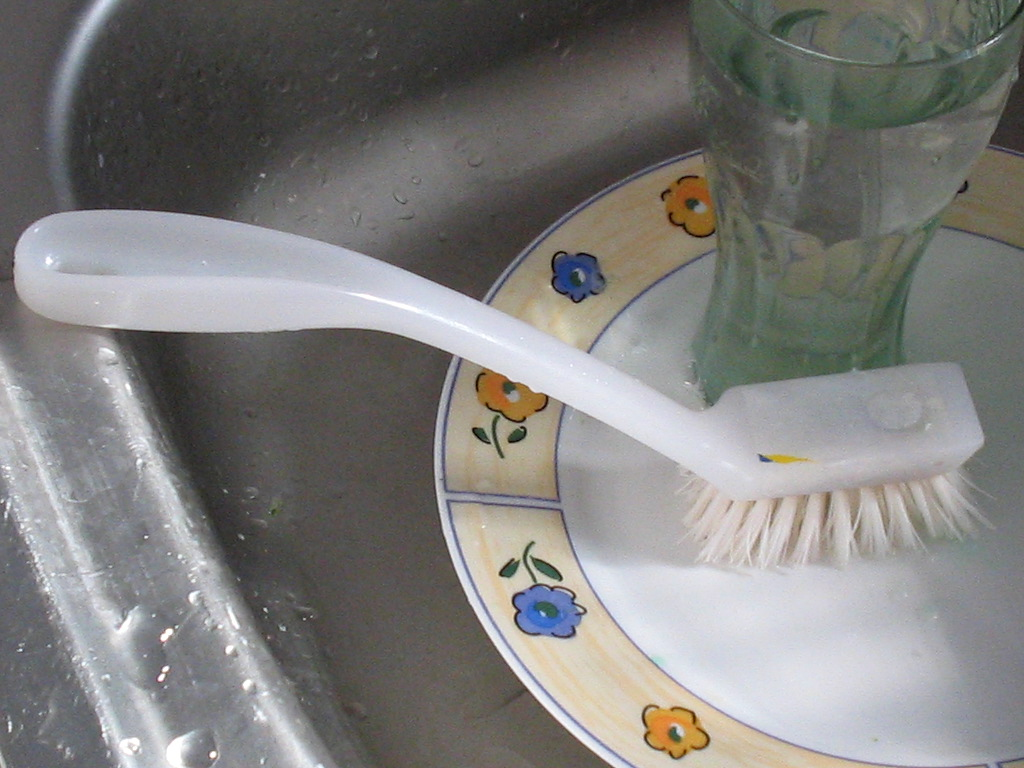
ディッシュブラシ
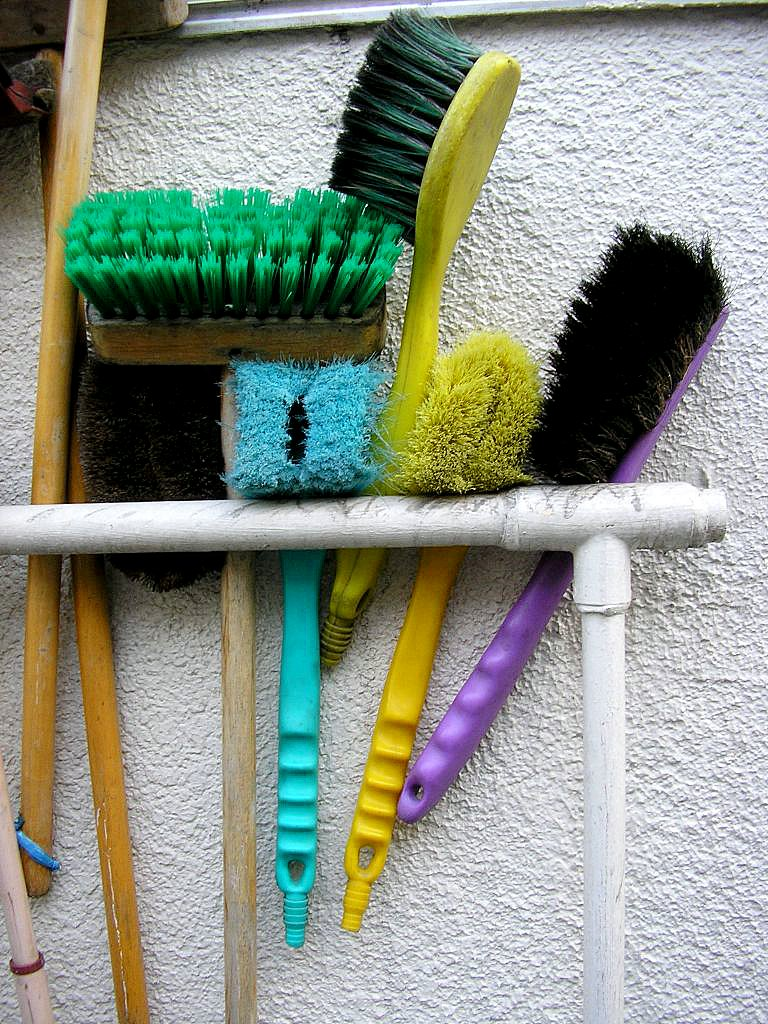
掃除用のブラシ
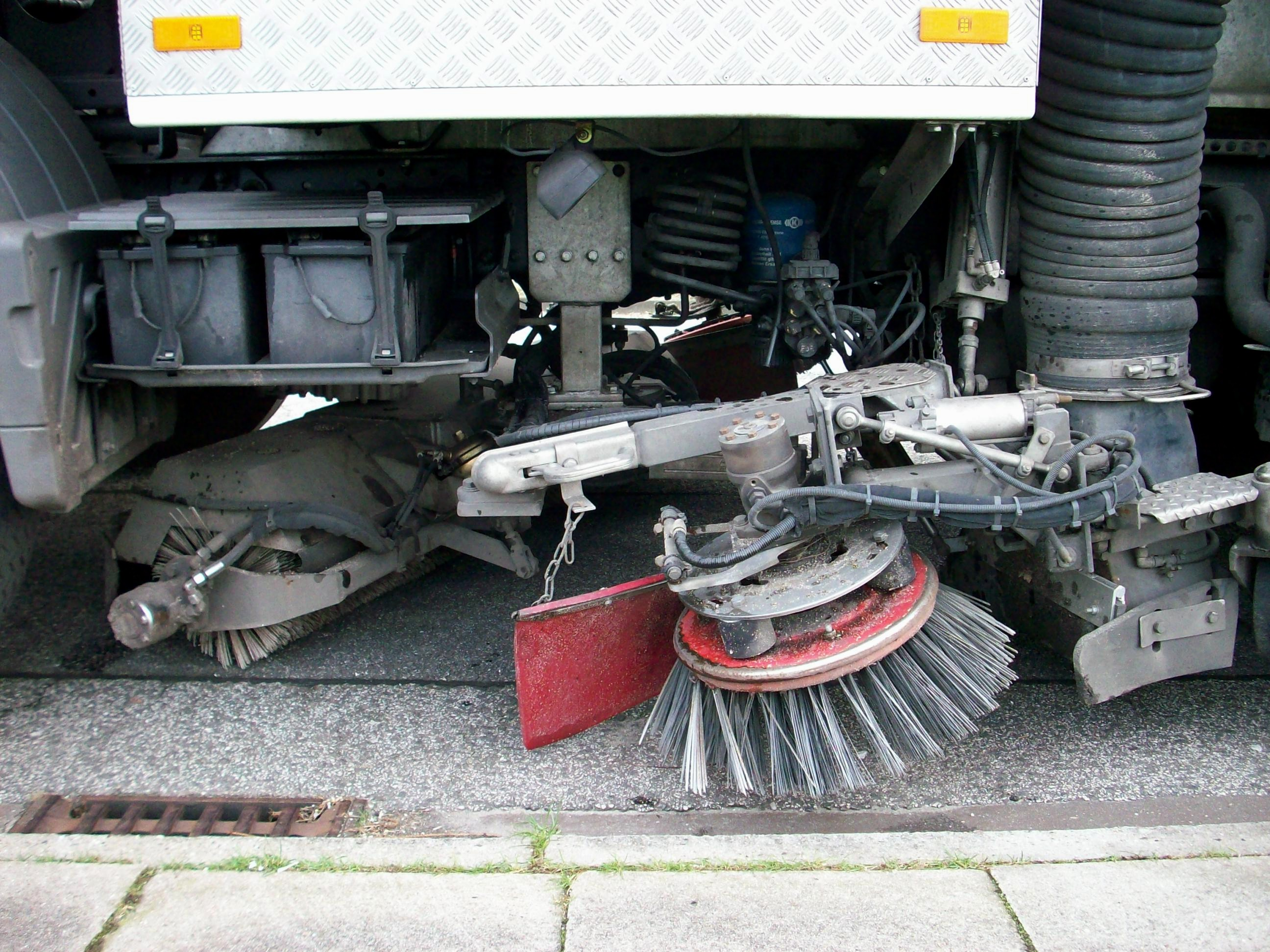
路面清掃車のブラシ
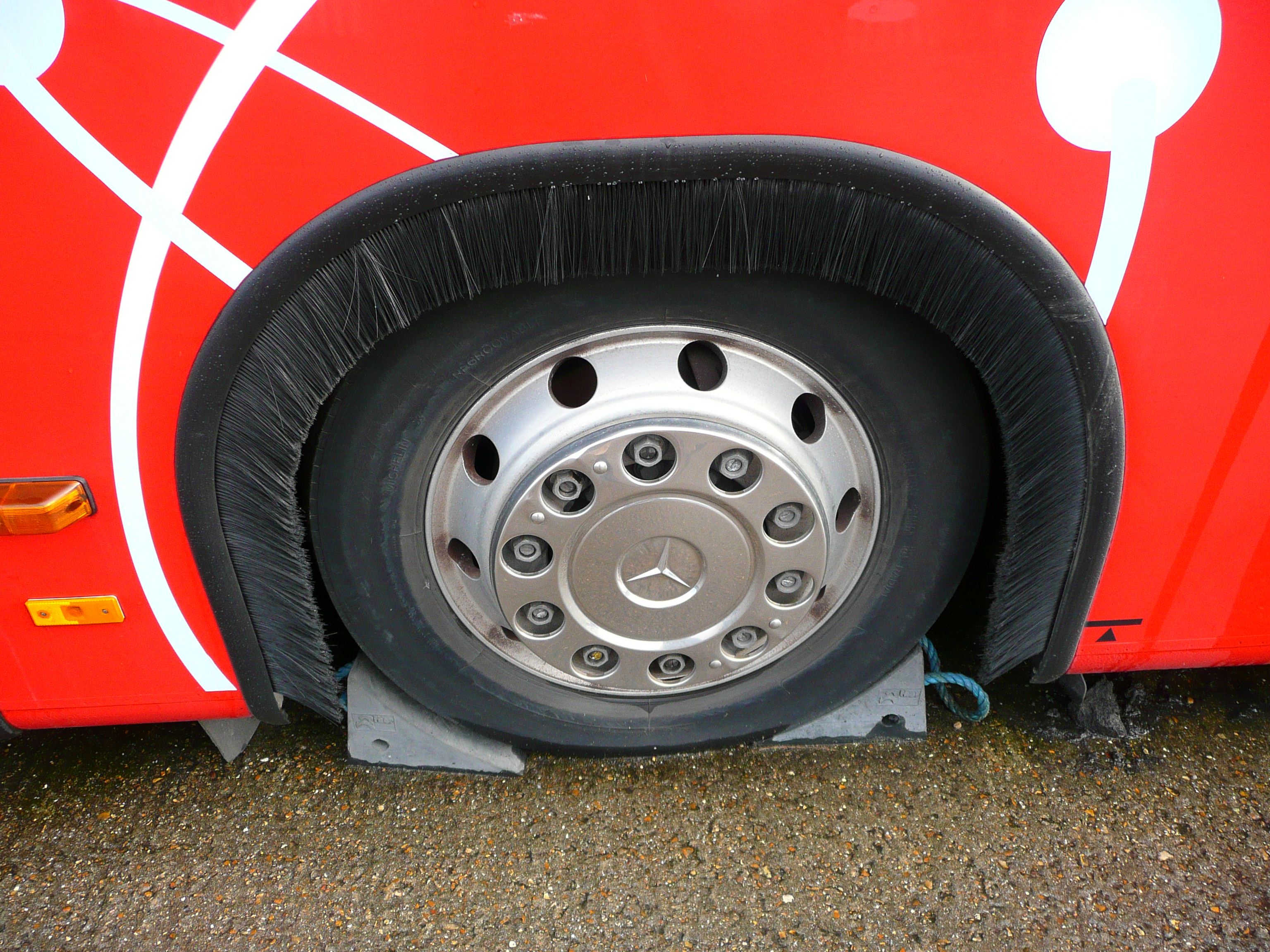
バス走行時に水しぶきの発生を抑えるタイヤハウスのブラシ
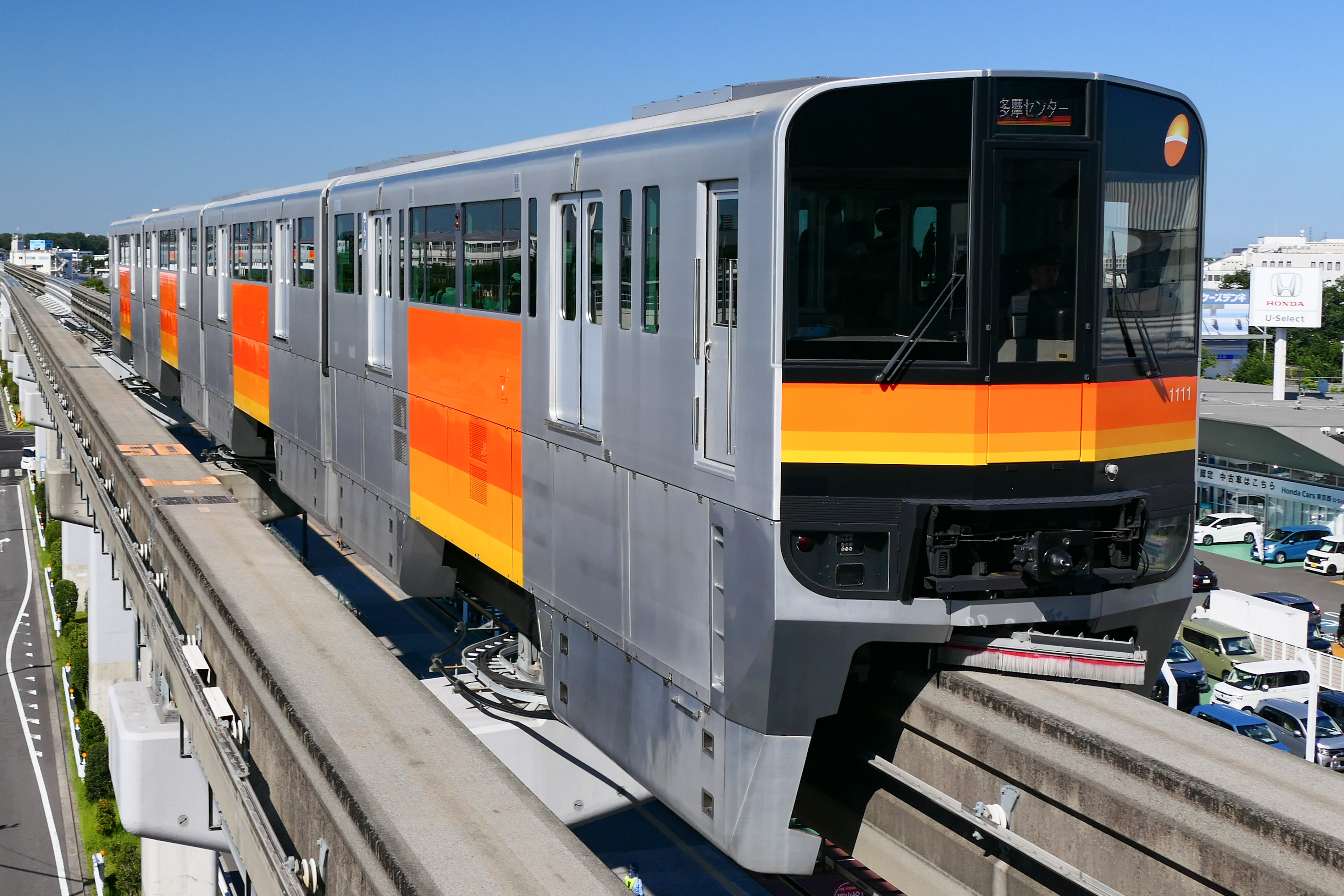
モノレールの車両先端に取り付けられた除雪ブラシ
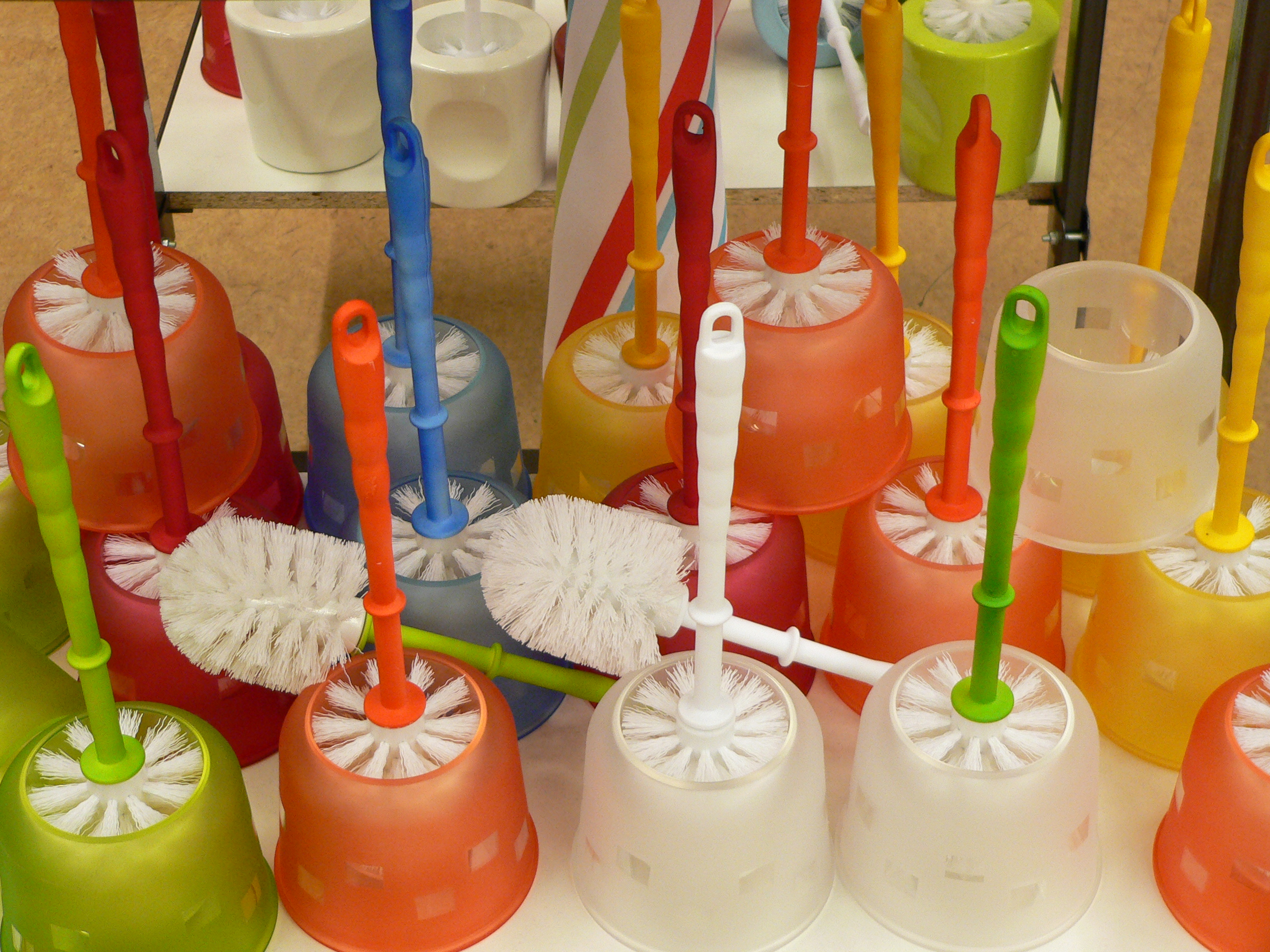
トイレブラシ
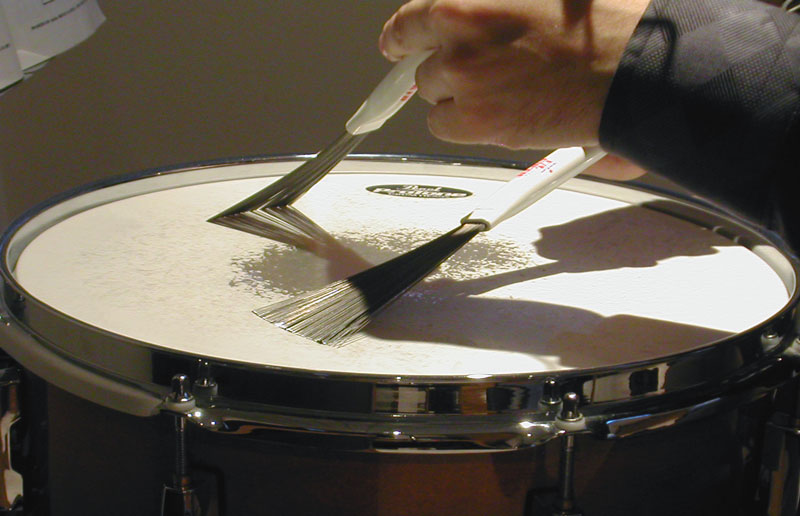
ドラムブラシ
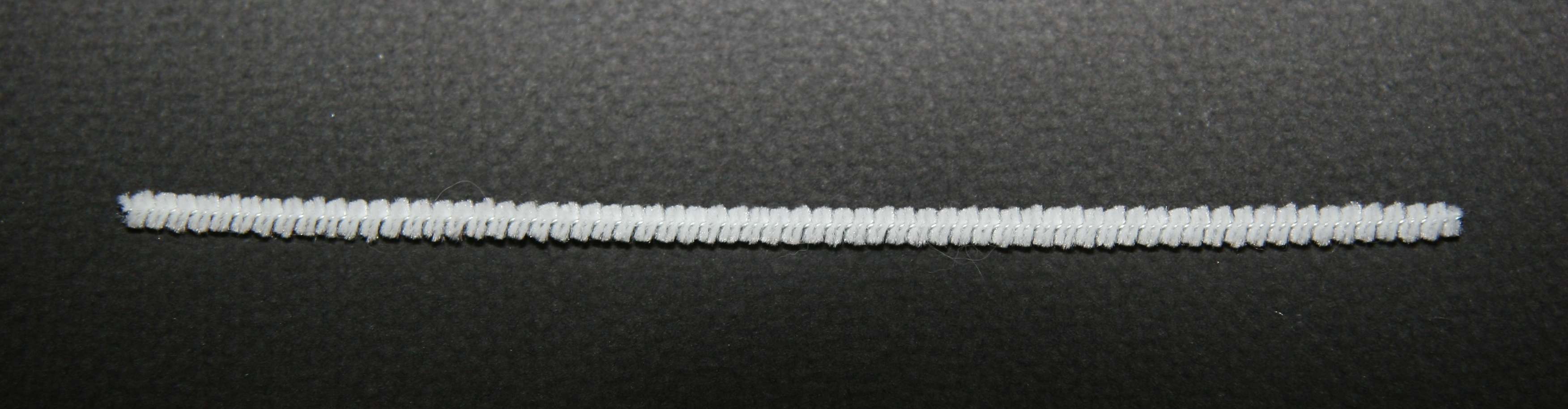
ワイヤーモール（英語版）(パイプクリーナー)

## さまざまな使い方
名称通りの使い方をするとは限らない。たとえば「歯ブラシ」の新品は主に歯を磨くために使われるが、使い古した歯ブラシは掃除や機械の整備にも使われる。
抽象化すると、たとえば以下のような結果や効果を期待しているとも言える。
- 対象物に付着した物質を除去する。歯ブラシ、ワイヤーブラシなど。
- 整列させる。ヘアブラシ。犬用ブラシ、猫用ブラシなど。
- 対象物に物を付着させる。筆、リップブラシなど。
- 音を発生させる。ドラムブラシなど。
- 対象物との間に電気の通り道を確保する。たとえばモーターのブラシ、スロットカーの集電ブラシなど。対象物が動いており通常の配線ができない場所に用いられる。静止していない物体に対して押しつけるようにして接触し、通電することを目的とした部品。発電機や電動機の整流子やスリップリングに通電するために用いられ、それらを磨耗させないよう、黒鉛など軟らかい材質が用いられる。かつては細い銅線を編んだ文字通りのブラシが使われており、現在でも、模型のスロットカーの集電子などに見られる。en:Brush (electric)も参照のこと。

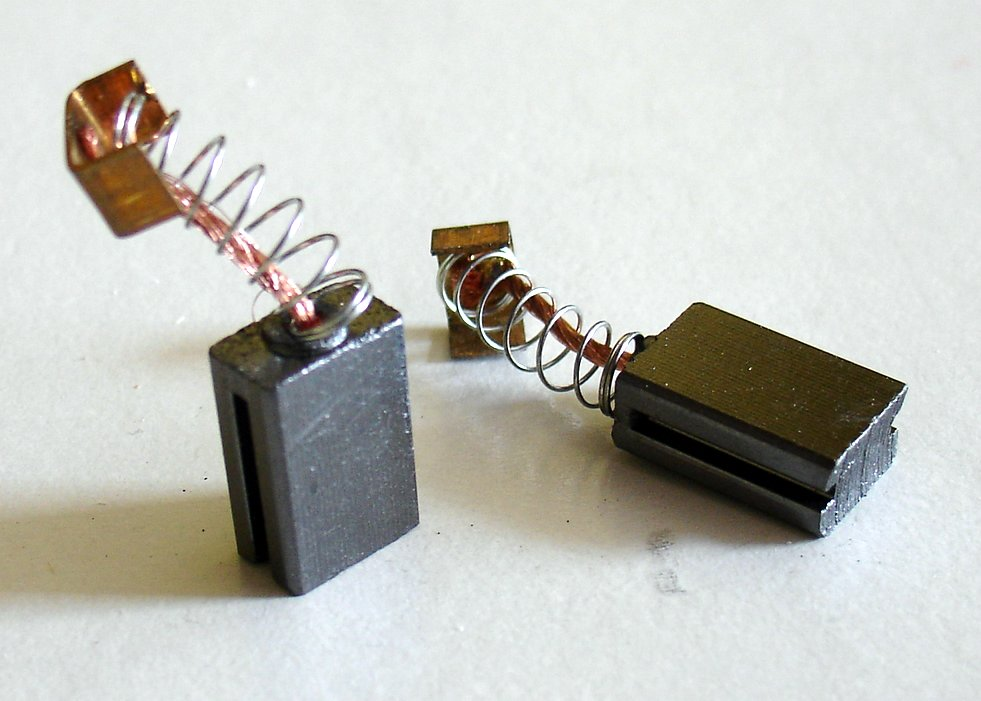
電子部品のブラシ

## その他
- カーリング等のスポーツに使われるブラシ（ブルーム）。かつては箒のような道具だった。
- エアブラシ。塗装、描画など、ブラシ（筆・刷毛）と同じ用途に使われる。

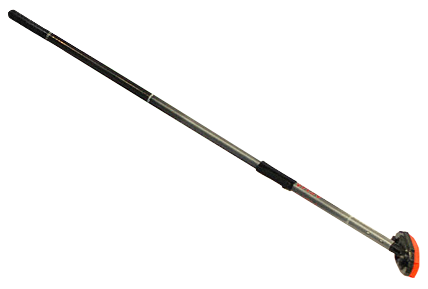
カーリングのブラシ
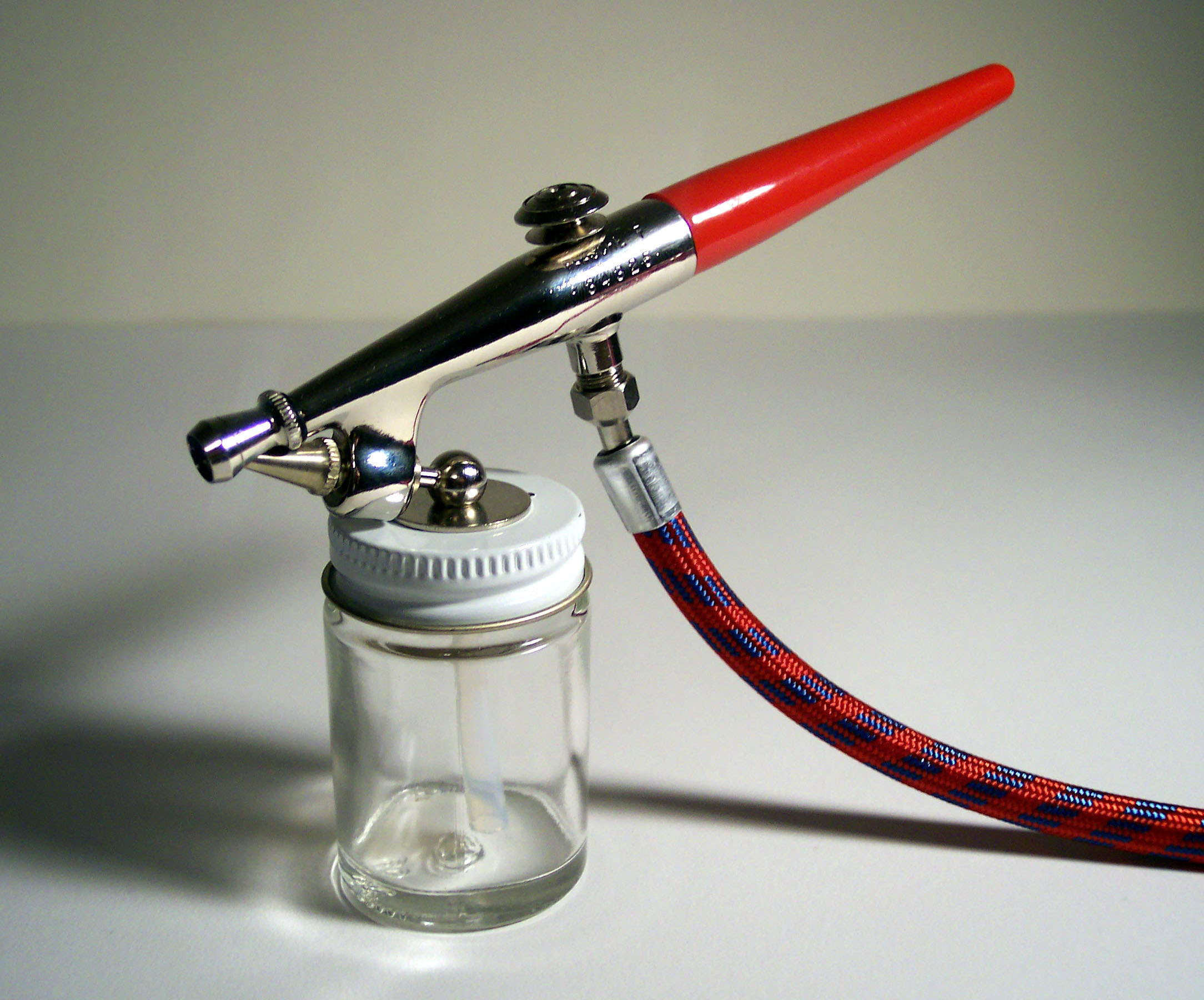
エアブラシ

## 脚注

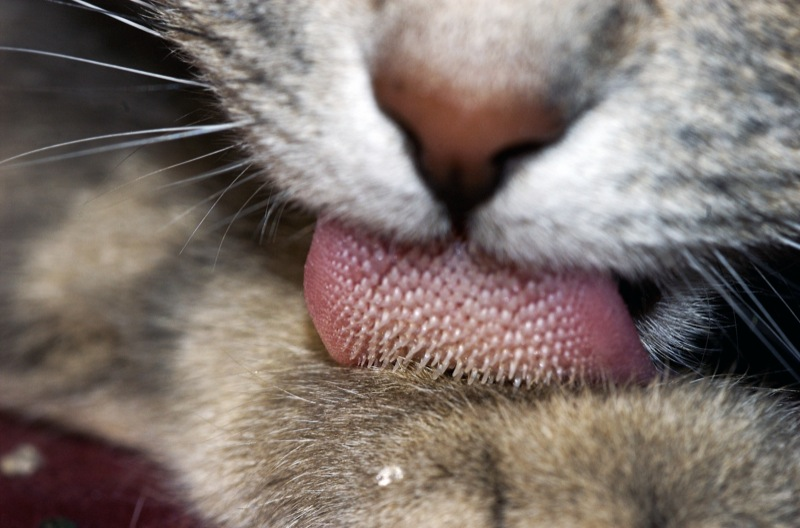
ネコの舌はもともと表面がブラシ状になっており、そうした舌で自分の毛を舐めることで埃などをとりのぞき、毛並みをととのえる。